# Ibolya

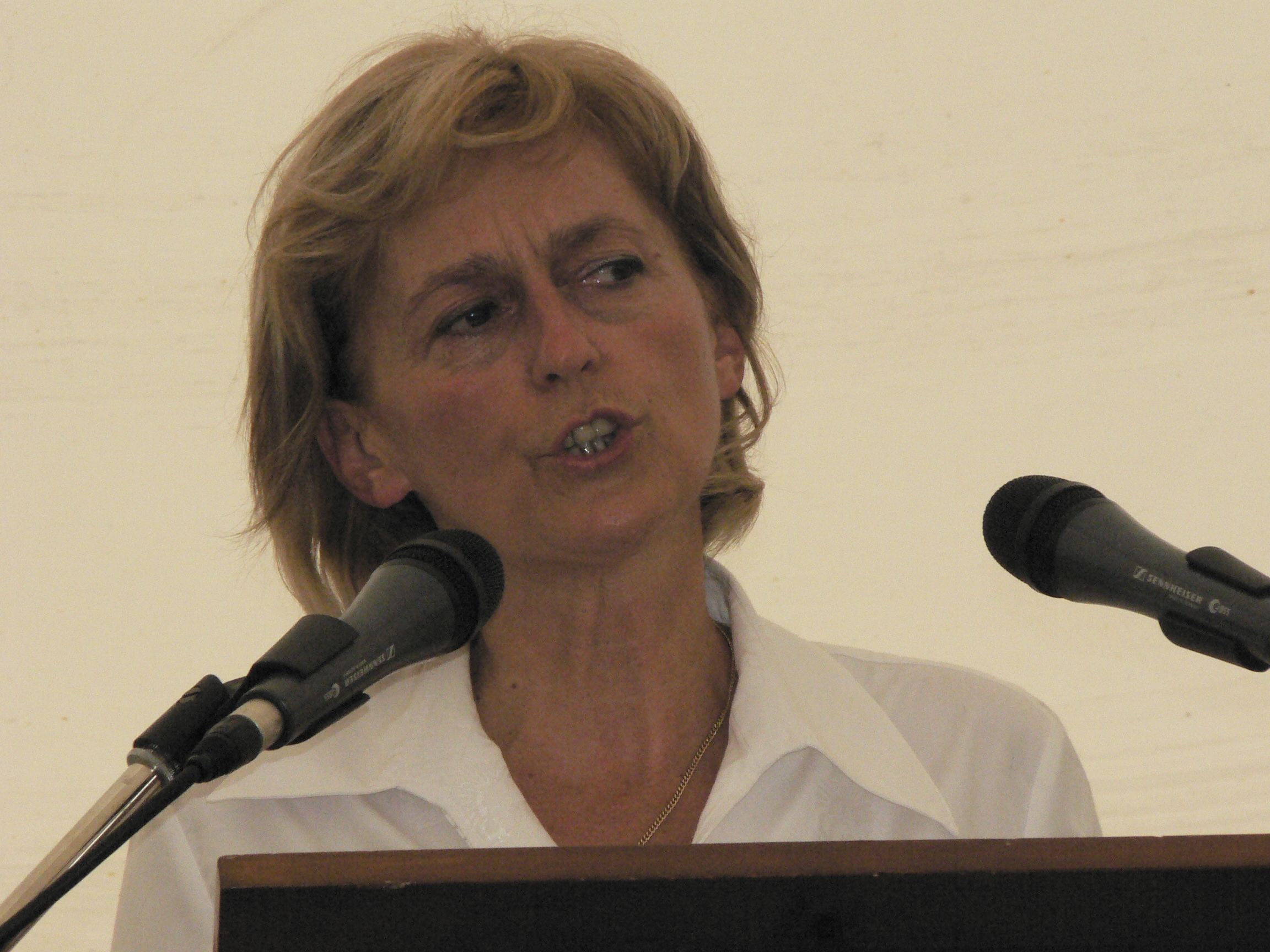
Ibolya Oláh, 2006.

Ibolya är ett personnamn för kvinnor med ungerskt ursprung. På ungerska betyder ibolya "viol". Det fanns år 2015 72 kvinnor som hade Ibolya som förnamn i Sverige.
Namnsdag: Saknas

## Personer med namnet Ibolya
- Ibolya Oláh, ungersk sångerska.
- Ibolya Dávid, ungersk politiker.
- Ibolya Csák, ungersk friidrottare.